# Кистауов, Ахметбек Мухамедьярович
Ахметбек Мухамедьярович Кистауов (каз. Ахметбек Мұхамедиярұлы Қыстауов; 5 июня 1913 год, Акжар, Казалинский уезд, Сырдарьинская область, Российская империя — 18 февраля 1982 год) — советский государственный деятель. Нарком технических культур Казахской ССР. Министр совхозов, министр хлопководства Казахской ССР.

## Биография
Ахметбек Мухамедьярович Кистауов родился в местности Акжар Казалинского уезда Сырдарьинской области (ныне Казалинский район Кызылординской области) в семье скотовода. По национальности — казах. Член Коммунистической партии с 1939 г.

### Образование
1931 — Окончил Чимкентский сельскохозяйственный техникум.
1935 — Выпускник Ташкентского сельскохозяйственного института, агроном-хлопковод.

### Трудовая деятельность
С апреля по сентябрь 1936 года главный агроном Сузакского районного земуправления (с. Чулак-Курган).
В 1936-1937 годах курсант кавалерийской школы при 82-м горном кавалерийском полку (г. Фергана Узбекской ССР).
В 1937-1938 годах старший агроном Сузакской машинно-тракторной станции.
В 1938-1940 годах начальник Хлопкового управления областного земотдела, в 1940-1941 гг. секретарь обкома ЛКСМК в г. Чимкент.
В 1941-1945 годах заместитель заведующего сельхозотделом ЦК КП(б)К.
В 1945-1946 годах заместитель председателя Совнаркома Казахской ССР.
С декабря 1945 по март 1946 года нарком технических культур Казахской ССР.
В 1947-1950 годах министр совхозов Казахской ССР.
В 1950-1953 годах министр хлопководства Казахской ССР, начальник Главного управления земледелия Казахской ССР.
В 1953- 1954 годах второй секретарь Карагандинского обкома Компартии Казахстана.
В 1954- 1955 годах секретарь обкома Компартии в г. Чимкент.
В 1955-1957 годах первый секретарь Пахта-Аральского райкома Компартии Казахстана (с. Славянка Чимкентской области).
В 1957-1958 годах не работал по болезни.
В 1958-1959 годах заместитель начальника Алма-Атинского областного управления сельского хозяйства.
В 1959-1961 годах ученый секретарь отдела экономики, начальник сельхозотдела, первый заместитель начальника Управления промышленных и продовольственных товаров Алма-Атинского совнархоза.
В 1961-1962 годах начальник Главпищеснабсбытсырья при Совнархозе Казахской ССР.
В 1962-1963 годах директор хлопкосовхоза им. В.И. Ленина в с. Джетысай, начальник Пахта-Аральского производственного управления в с. Славянка Узбекской ССР.
В 1963-1964 годах председатель Сырдарьинской областной плановой комиссии в г. Гулистан Узбекской ССР.
В 1964-1965 годах начальник Главного управления по торговле удобрениями и ядохимикатами республиканского объединения "Казсельхозтехника".
В 1965-1967 годах первый заместитель министра, в 1967-1973 годах заместитель министра пищевой промышленности Казахской ССР.
С 1973 года на пенсии.

### Общественная деятельность
Депутат Верховного Совета Казахской ССР I созыва (1938—1946) от Сузакского округа Южно-Казахстанской области.
Депутат Верховного Совета Казахской ССР II созыва (1947—1951) от Келесского округа Южно-Казахстанской области.
Депутат Верховного Совета Казахской ССР III созыва (1951—1955) от Кунградского округа Южно-Казахстанской области.
Депутат Верховного Совета Казахской ССР IV созыва (1955—1959) от Александровского округа Южно-Казахстанской области.
Кандидат в члены и член ЦК КП Казахстана (1949-1959).

### Награды
Награжден орденами Ленина (1945, 1957), орденом Трудового Красного Знамени (1947).

### Семья
Жена — Хадиша Гелмановна Умбетова (1921 г.р.).
Дети: дочь Нели (1941 г.р.), сын Гани Кистауов (1944 г.р.) - кинорежиссер и сценарист, сын Али Кистауов (1949 г.р.).

### Память
В честь Ахметбека Кистауова названа улица в микрорайоне Таугуль-3 города Алматы.
Мемориальная доска в честь Ахметбека Кистауова установлена в Алматы на проспекте Абылай хана, 115, угол улицы Карасай батыра, 60. На этой мемориальной табличке отмечено, что в этом доме общественный деятель проживал с 1963 по 1974 годы